# Huakoulongtan (köpinghuvudort i Kina, Yunnan Sheng, lat 24,50, long 103,41)
Huakoulongtan (kinesiska: 花口龙潭) är en köpinghuvudort i Kina. Den ligger i provinsen Yunnan, i den sydvästra delen av landet, omkring 97 kilometer sydost om provinshuvudstaden Kunming. Antalet invånare är 23 980. Befolkningen består av 11 444 kvinnor och 12 536 män. Barn under 15 år utgör 18,0 %, vuxna 15-64 år 72 %, och äldre över 65 år 8,0 %.
Runt Huakoulongtan är det ganska tätbefolkat, med 134 invånare per kvadratkilometer. Närmaste större samhälle är Miyang, 11,2 km söder om Huakoulongtan. Trakten runt Huakoulongtan består till största delen av jordbruksmark.
Genomsnittlig årsnederbörd är 1 039 millimeter. Den regnigaste månaden är juni, med i genomsnitt 228 mm nederbörd, och den torraste är januari, med 14 mm nederbörd.